# Comportamento deimatico

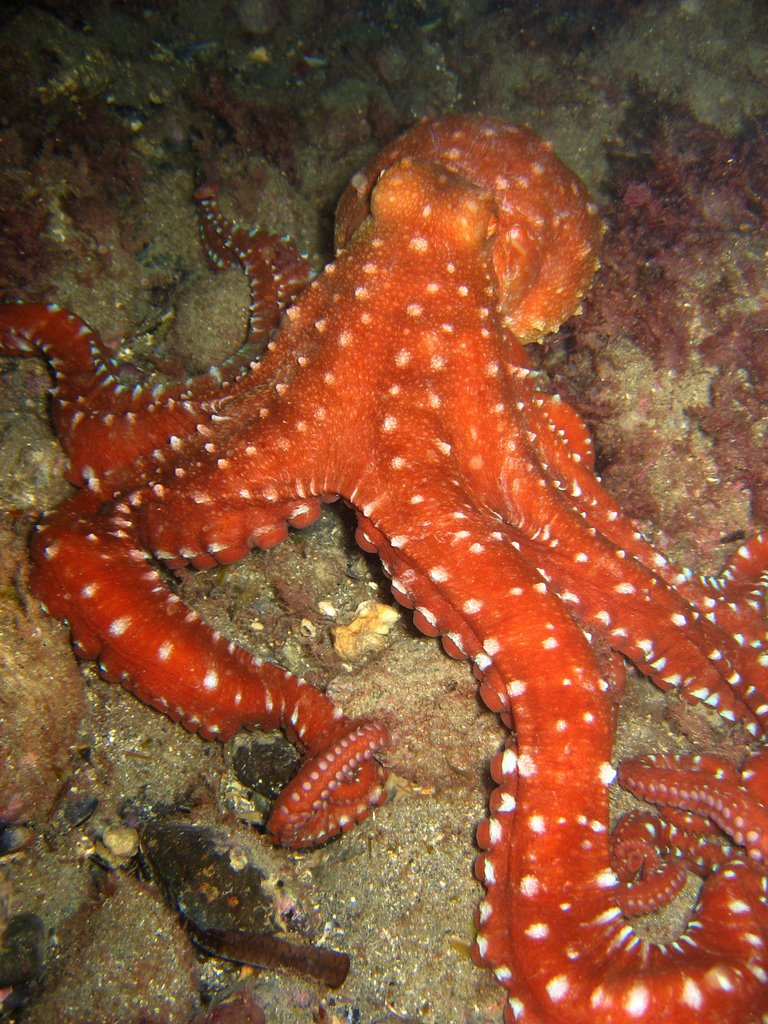
Esibizione deimatica: il Callistoctopus macropus genera un colore rosso brunastro vivace con macchie ovali bianche quando viene disturbato.

Negli animali, con le espressioni comportamento deimatico o esibizione di minaccia si indica qualsiasi schema di comportamento, come l'esibire improvvisamente vistosi ocelli, per intimidire o distrarre momentaneamente un predatore, dando così all'animale preda un'opportunità di fuggire. Il termine deimatico o dimantico trae origine dal greco δειματόω (deimatόo), che significa "spaventare".
L'esibizione deimatica si verifica in gruppi di animali ampiamente distinti, incluse falene, farfalle, mantidi e fasmidi tra gli insetti. Nei cefalopodi, diverse specie di polpi, calamari, seppie e l'argonauta sono deimatici.
Le esibizioni sono classificate come deimatiche o aposematiche in base alle risposte degli animali che le vedono. Dove i predatori sono inizialmente spaventati ma imparano a mangiare la preda che si esibisce, l'esibizione è classificata come deimatica, e la preda sta bluffando; dove essi continuano ad evitare la preda dopo averla assaggiata, l'esibizione è considerata come aposematica, che significa che la preda è di sapore relativamente disgustoso. Tuttavia, queste categorie non sono interamente mutuamente esclusive. È possibile che un comportamento sia tanto deimatico quanto aposematico, se spaventa un predatore e al tempo stesso indica la presenza di adattamenti antipredatori.
I vertebrati, incluse parecchie specie di rana, fanno esibizioni di avvertimento; alcune di queste specie hanno ghiandole velenose. Tra i mammiferi, le esibizioni deimatiche si trovano in specie con forti difese, come le moffette puzzolenti e i porcospini spinosi. Tali esibizioni spesso si combinano con la colorazione di avvertimento. Perciò queste esibizioni sia nelle rane che nei mammiferi sono almeno in parte aposematiche.

## Negli insetti

Le esibizioni di minaccia non sono sempre un bluff. Alcuni famidi quando sono attaccati spruzzano il dolicodiale, un composto chimico monoterpenico.

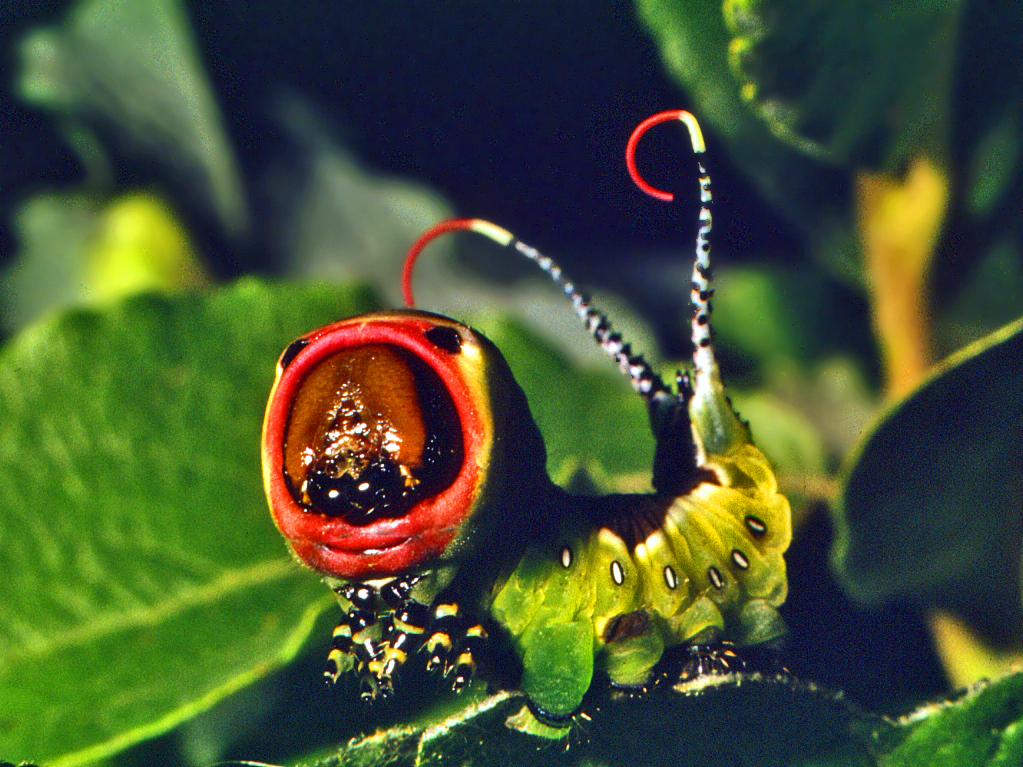
Un bruco di arpia (Cerura vinula) che mostra i suoi due flagelli sulla coda e le macchie rosse sulla testa. Se la minaccia non si ritira, il bruco può sparare acido formico dai suoi flagelli.

Esibizioni deimatiche sono fatte da insetti quali le mantidi religiose (Mantidae) e i fasmidi (Phasmatodea). Mentre sono indisturbati, questi insetti sono di solito ben camuffati. Quando sono disturbati da un potenziale predatore, rivelano improvvisamente le loro ali posteriori, che sono di colore vivace. Nelle mantidi, l'esibizione delle ali è a volte rafforzata mostrando le zampe anteriori a colori vivaci, e accompagnata da un forte suono sibilante creato mediante stridulazione. Ad esempio, la cavalletta Phymateus esibisce aree rosse e gialle sulle sue ali posteriori; è anche aposematica, producendo una secrezione sgradevole dal suo torace. Similmente l'esibizione di minaccia del fasmide bastone da passeggio (Peruphasma schultei) non è un bluff: l'insetto spruzza composti chimici difensivi monoterpenici di tipo dolicodiale contro gli attaccanti.
Tra le falene con comportamento deimatico, la sfinge dagli occhi (Smerinthus ocellatus) esibisce i suoi grandi ocelli, muovendoli lentamente come se fosse un predatore vertebrato simile a uno strigiforme. Tra le farfalle, l'occhio di pavone Aglais io si mimetizza cripticamente tra le foglie con le ali chiuse, ma mostra quattro vistosi ocelli quando viene disturbato, in una esibizione efficace contro gli uccelli insettivori (acchiappamosche).
Un esperimento dello zoologo australiano A. D. Blest dimostrò che più un ocello assomigliava a un vero occhio di vertebrato sia nel colore che nel disegno, più efficace era nello spaventare gli uccelli insettivori. In un altro esperimento che usava occhi di pavone, Blest mostrava che quando i vistosi ocelli erano stati cancellati, gli uccelli insettivori (zigoli gialli) erano spaventati molto meno efficacemente, e perciò sia l'improvvisa apparizione del colore, sia l'effettivo disegno dell'ocello, contribuiscono all'efficacia dell'esibizione deimatica.
Alcune falene nottuidi, come la grande sottoala rossa (Catocala nupta), sono criptiche a riposo, ma esibiscono uno sfoggio di colori sorprendentemente vivaci quando sono disturbate. Altre, come le molte specie del genere Speiredonia e Spirama, appaiono minacciose mentre sono a riposo. Le falene saturniidi dei generi Attacus e Rothschildia esibiscono anche teste di serpente, ma non dalla posizione frontale.
Molte falene arctiidi emettono ticchettii quando sono cacciate da pipistrelli dotati di ecolocalizzazione; spesso contengono anche sostanze chimiche sgradevoli. Alcune come le falene tigre dell'apocino (Cycnia tenera) hanno le orecchie e una colorazione vistosa, e iniziano a emettere ticchettii quando si avvicinano pipistrelli ecolocalizzatori. Un esperimento degli zoologi canadesi John M. Ratcliffe e James H. Fullard, usando falene tigre dell'apocino e pipistrelli dalle orecchie lunghe (Myotis septentrionalis), suggerisce che i segnali in effetti perturbano l'ecolocalizzazione e avvertono della difesa chimica. Il comportamento di questi insetti è quindi deimatico e aposematico.

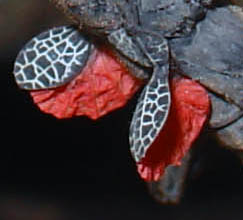
Esibizione deimatica del fasmide Peruphasma schultei.
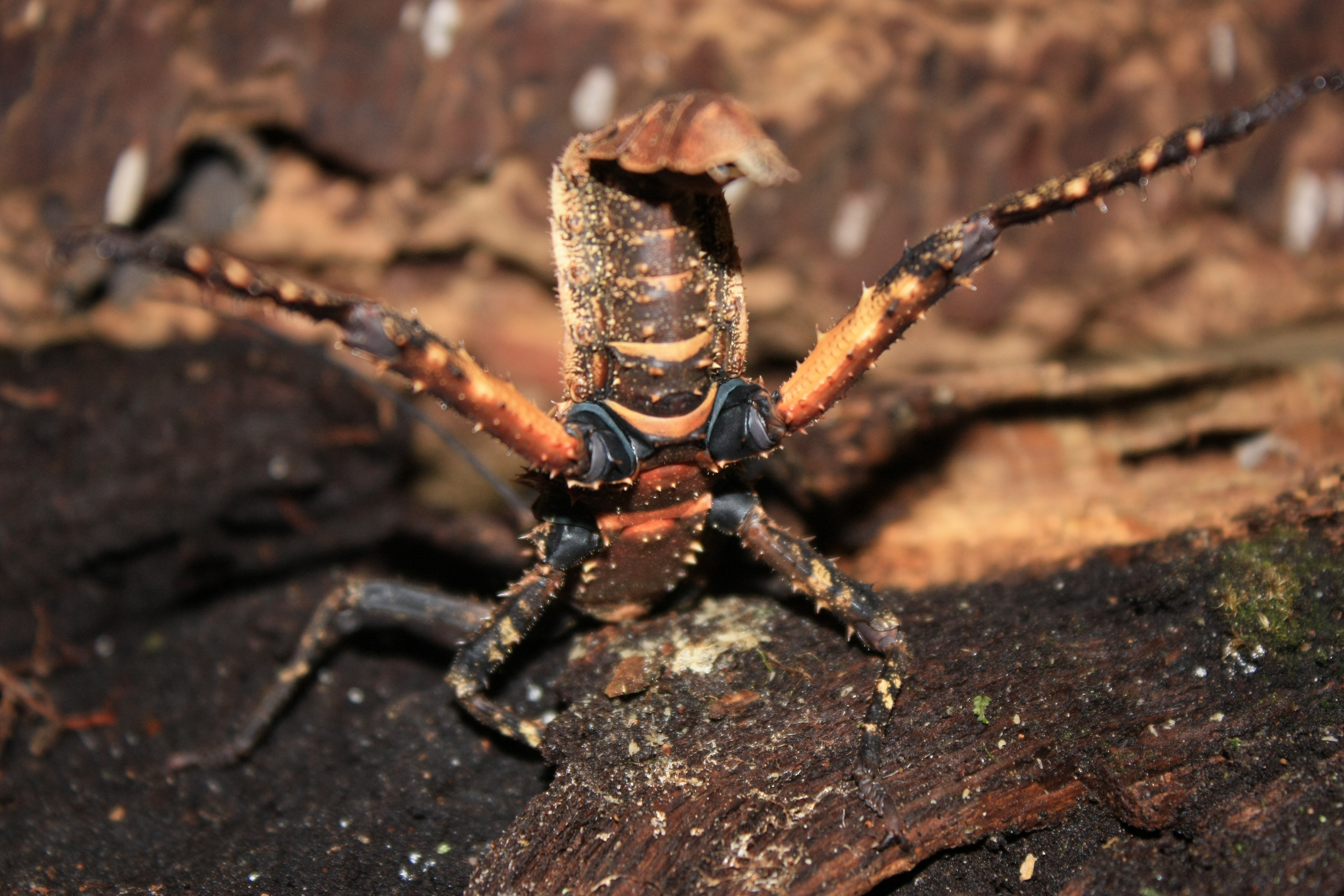
Posa minacciosa del fasmide Haaniella dehaanii.
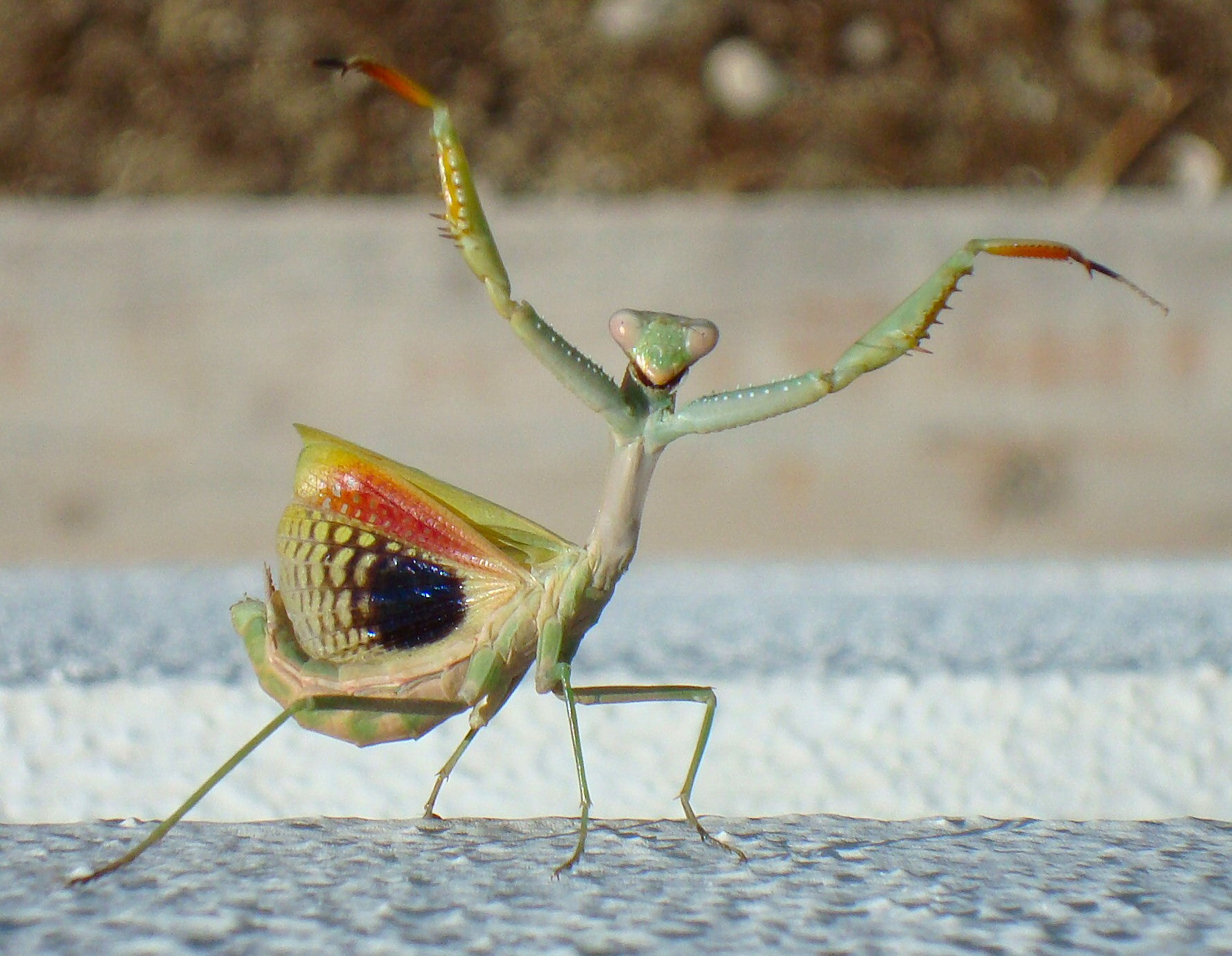
Una mantide mediterranea femmina adulta, Iris oratoria, in posa minacciosa.
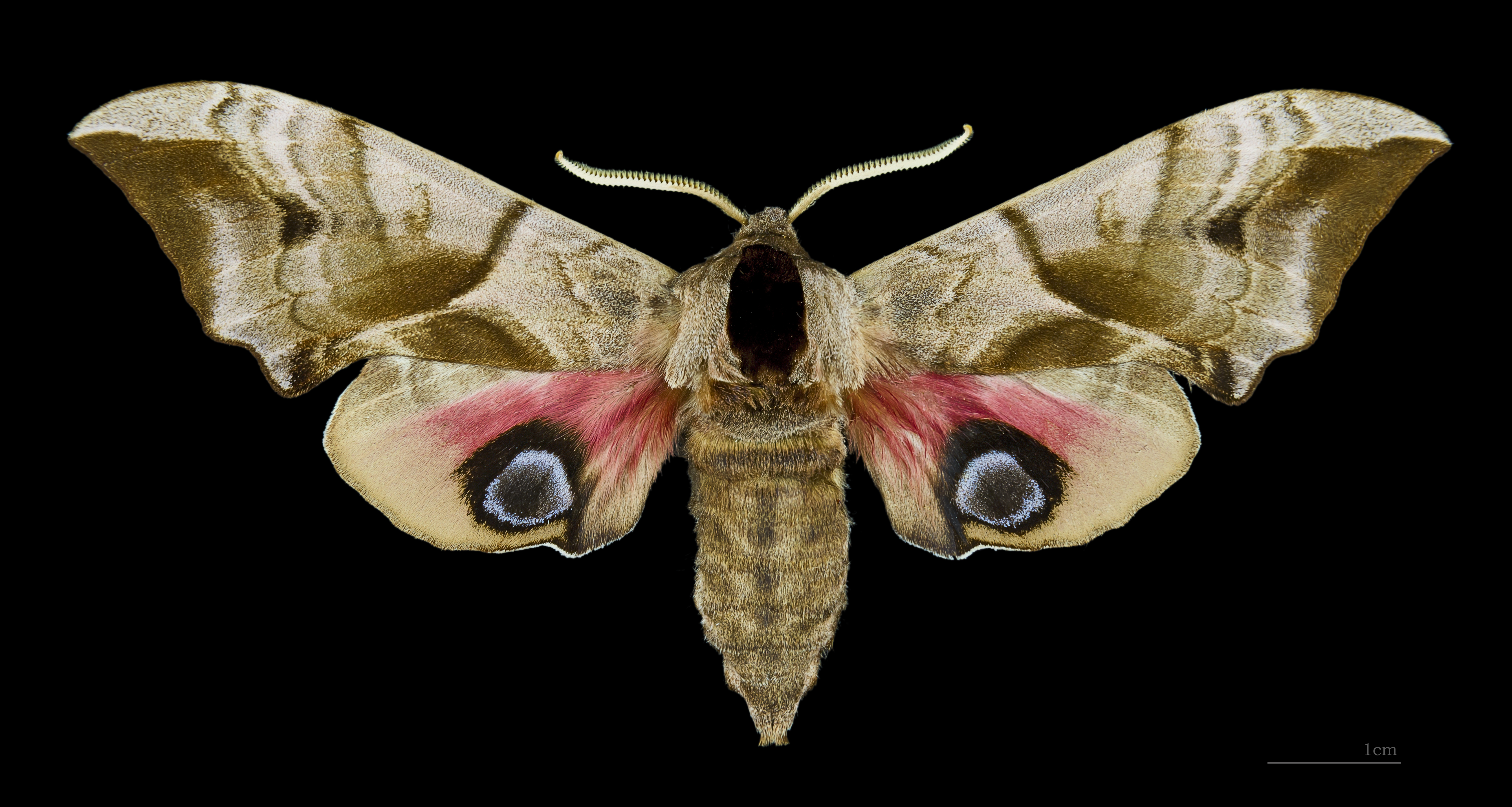
Sfinge dagli occhi femmina, Smerinthus ocellatus, fissata per mostrare i grandi ocelli.
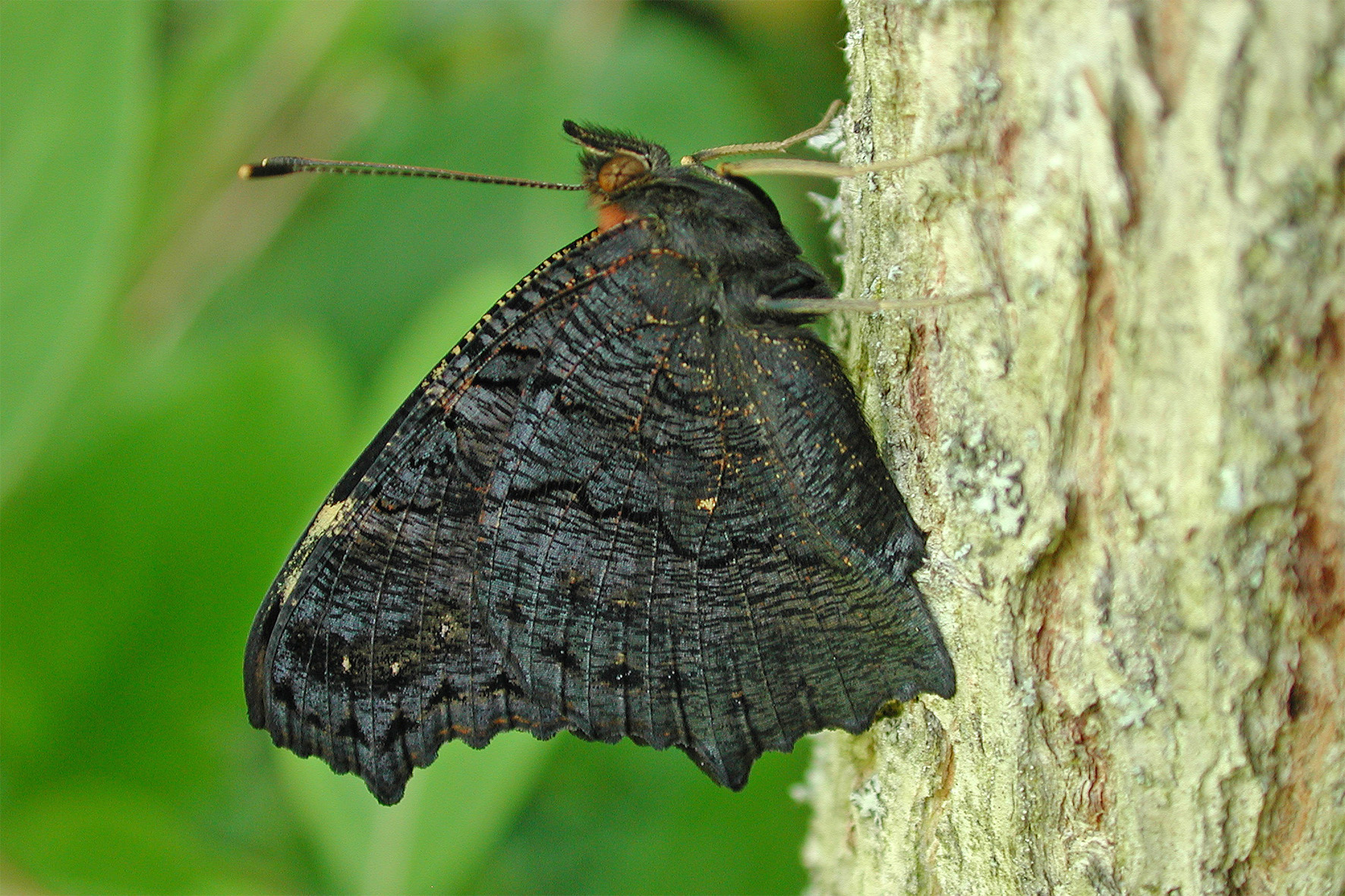
L'occhio di pavone, Aglais io è un'imitatrice criptica delle foglie quando le sue ali sono chiuse.
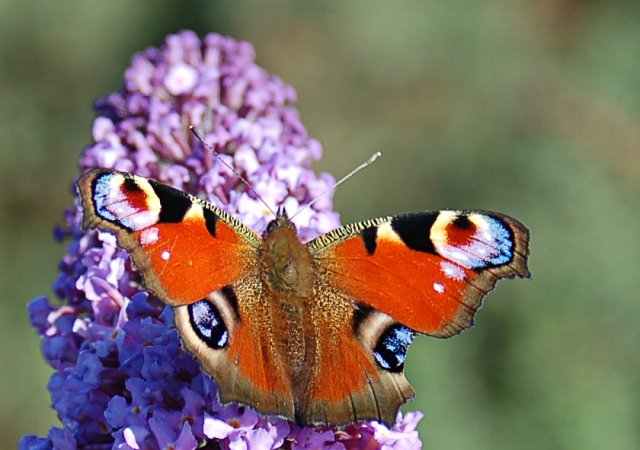
L'occhio di pavone mostra ocelli spaventosi.
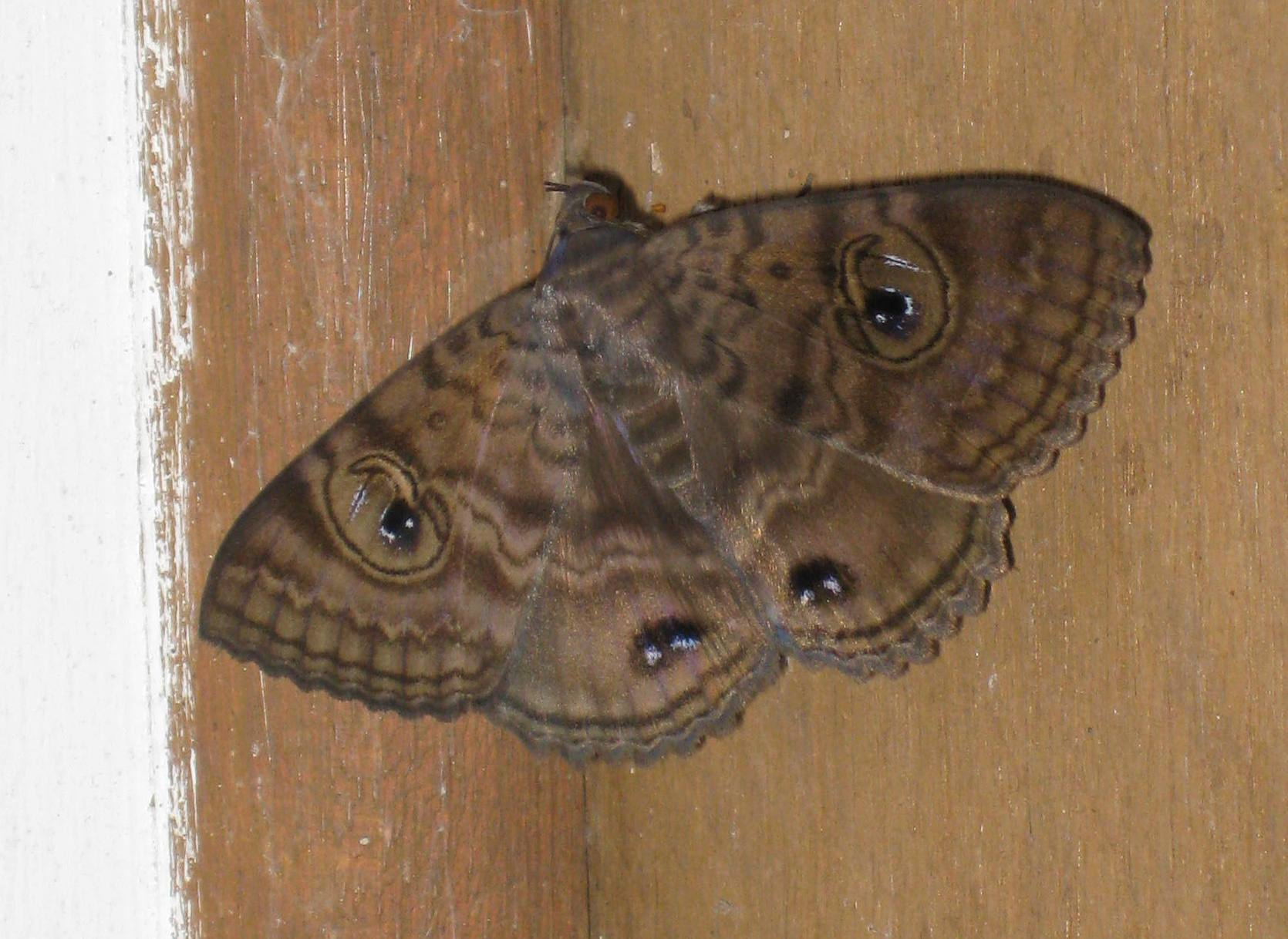
Speiredonia spectans a riposo imita una testa meditabonda.
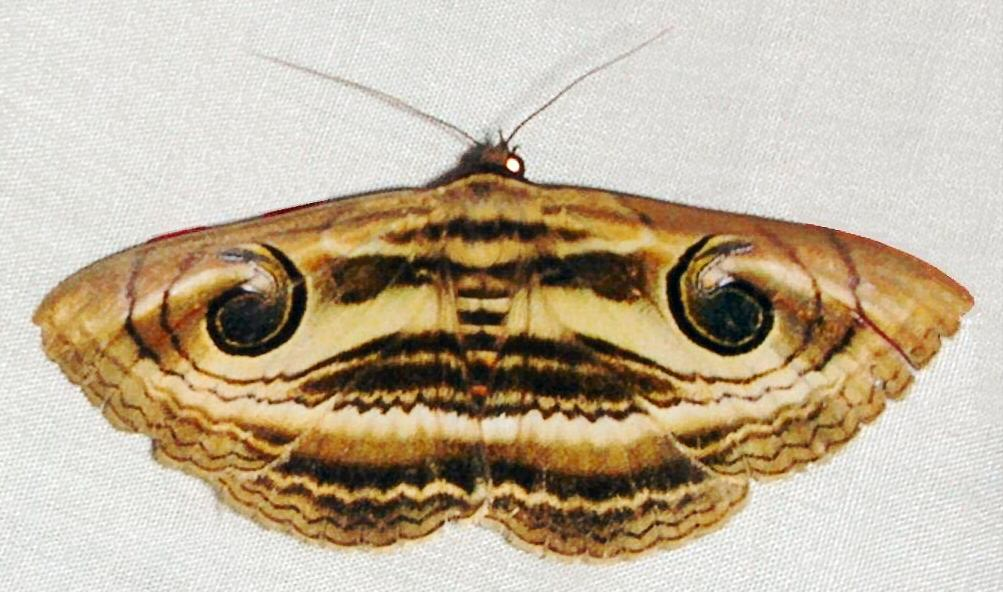
Spirama helicina che esibisce il volto di un serpente mentre è a riposo.
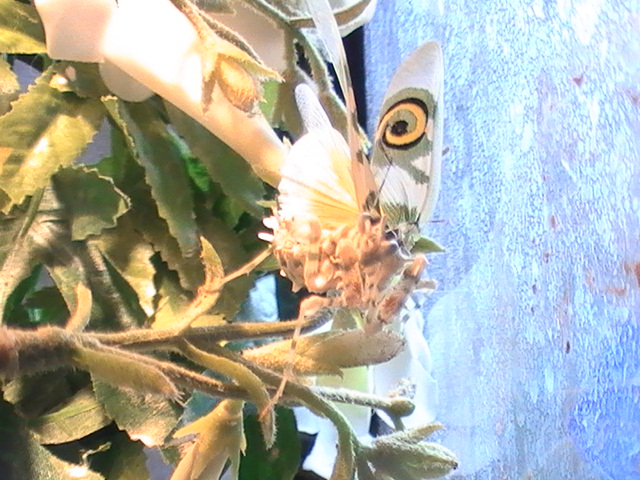
Pseudocreobotra wahlbergii che sfoggia le sue ali in posa deimatica.
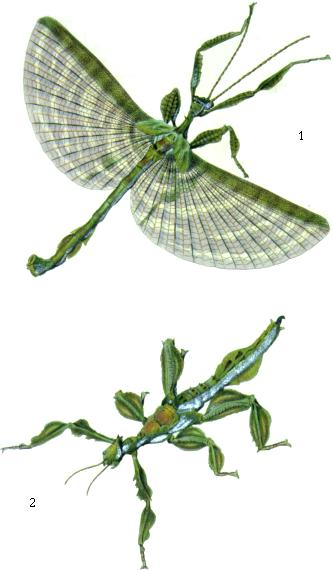
Un bel "Phasma" grande illustrato da George Robert Gray in 1833, mentre mostra una posa a riposo criptica e uno sfoggio teatrale delle ali.

## Negli aracnidi
Sia i ragni che gli scorpioni sono velenosi, così le loro esibizioni di minaccia possono essere considerate generalmente aposematiche. Tuttavia, alcuni predatori come i ricci e le vespe cacciatrici di ragni (Pompilidae) cacciano attivamente gli aracnidi, superando le loro difese, così quando un riccio viene spaventato, ad esempio, dai suoni fatti da uno scorpione, vi è ragione per descrivere l'esibizione come deimatica.
I ragni utilizzano una varietà di diverse esibizioni di minaccia. Alcuni come Argiope e Pholcus fanno vibrare sé stessi e le loro tele rapidamente quando sono disturbati; questo offusca il loro profilo e forse li fa sembrare più grandi, oltre che più difficili da localizzare con precisione per un attacco. I ragni Mygalomorphae come le tarantole esibiscono un comportamento deimatico; quando è minacciato, il ragno si piega indietro con le zampe anteriori e i pedipalpi allargati e le zanne scoperte. Alcune specie, come la pericolosa tarantola ornamentale indiana (Poecilotheria regalis) hanno una colorazione brillante sulle zampe anteriori e sull'apparato boccale che sono esposte nella sua esibizione di minaccia quando "si impenna sulle zampe posteriori e brandisce gli arti anteriori e i palpi nell'aria".
Gli scorpioni eseguono esibizioni di minaccia senza bluff, poiché hanno potenti difese, ma vari predatori continuano a mangiarle. Quando vengono provocati, allargano le loro tenaglie e in alcuni casi sollevano i loro addomi, con le code in posizione quasi eretta con il pungiglione pronto per l'uso immediato. Alcuni scorpioni in aggiunta producono rumori deimatici stridulando con i pedipalpi e le prime zampe.

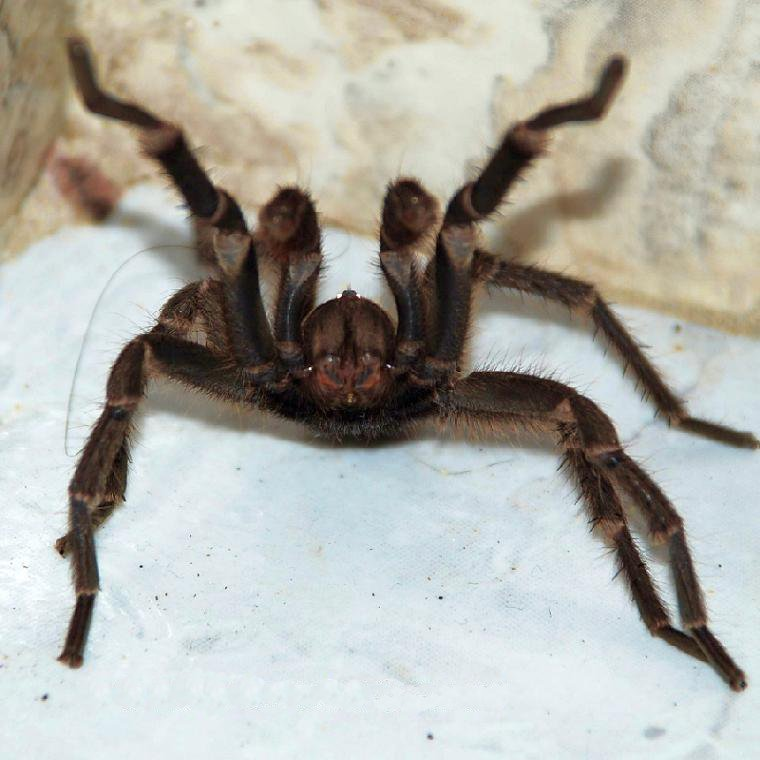
Esibizione di minaccia aposematica della tarantola brasiliana.
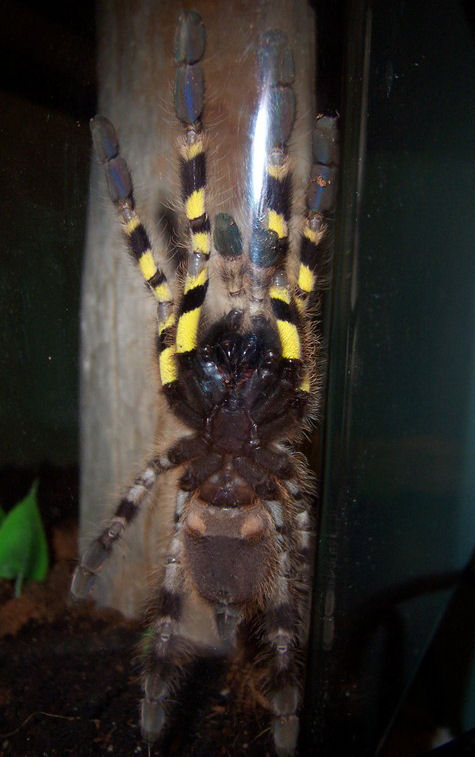
Pancia del ragno Poecilotheria regalis. Le zampe anteriori giallo brillante sono usate nelle esibizioni deimatiche.

## Nei cefalopodi
Il comportamento deimatico si riscontra nei cefalopodi, tra cui la seppia comune Sepia officinalis, calamari come il calamaro di scoglio dei Caraibi (Sepioteuthis sepioidea) e il calamaro di Lesson (Sepioteuthis lessoniana), polpi come il polpo comune (Octopus vulgaris) e il polpo dalle macchie bianche (Callistoctopus macropus), nonché l'argonauta (Argonauta argo). Le esibizioni deimatiche dei cefalopodi implicano creare improvvisamente strisce audaci, spesso rinforzate allungando le braccia, le pinne o la membrana dell'animale per farlo sembrare più grande e minaccioso possibile.
Ad esempio, nella seppia comune l'esibizione consiste nell'appiattire il corpo, rendere la pelle pallida, mostrare un paio di ocelli sul mantello, anelli scuri intorno agli occhi e una linea scura sulle pinne e dilatare le pupille degli occhi. Il polpo comune esibisce allo stesso modo pelle pallida e anelli scuri intorno agli occhi con le pupille dilatate, ma arriccia anche le braccia e stende la membrana tra le braccia fin quanto è possibile, e spruzza getti d'acqua. Altri polpi, come il polpo dalle macchie bianche, diventano di un rosso bruno brillante con macchie bianche ovali dappertutto in una esibizione ad alto contrasto. L'argonauta può cambiare rapidamente il suo aspetto: ritira improvvisamente dal guscio la lucente membrana iridescente formata dal suo primo paio di braccia.

## Nei vertebrati

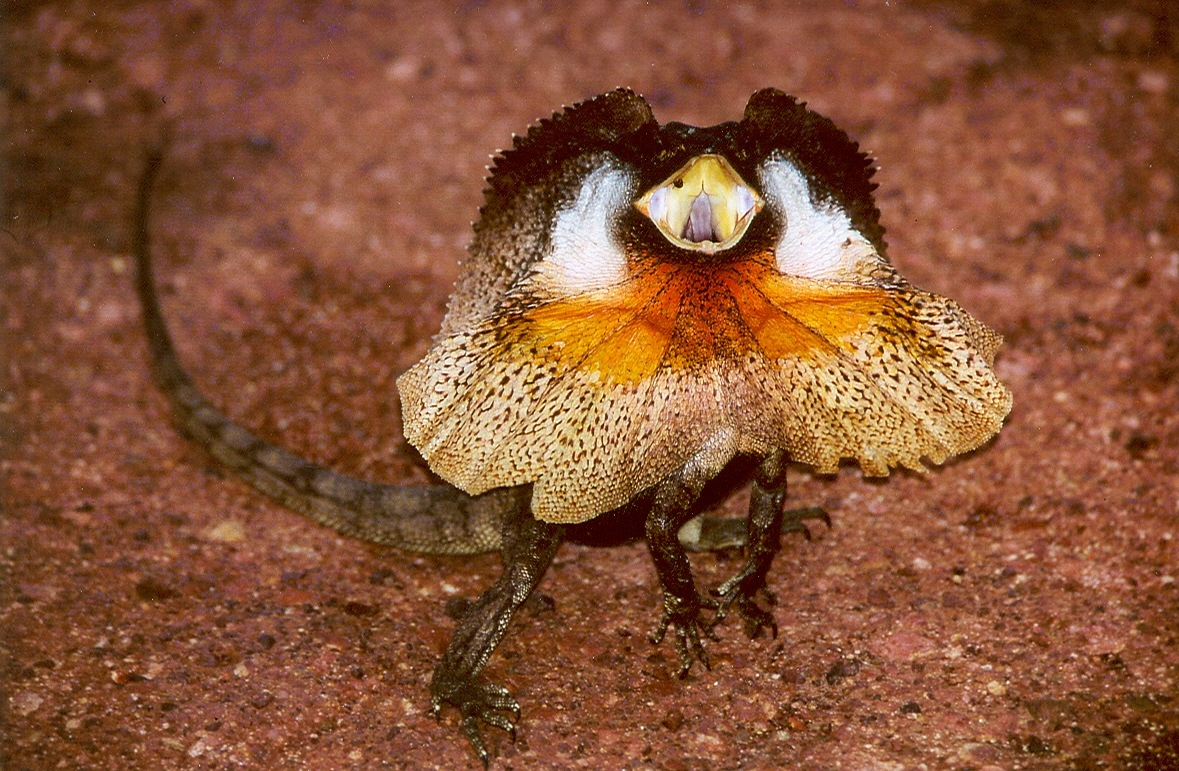
Il clamidosauro affronta i predatori, facendosi sembrare grosso con il collare della testa, sollevando il corpo e agitando la coda.

Tra i vertebrati, il clamidosauro (Chlamydosaurus kingii) ha un'esibizione sorprendente in cui ampi collari semicircolari su entrambi i lati della testa sono aperti a ventaglio; la bocca è spalancata esponendo l'apparato orale; la coda viene agitata lungo il corpo e il corpo stesso è sollevato, in modo che l'animale appaia il più grande e minaccioso possibile.
Le rane come il Physalaemus nattereri, il Physalaemus deimaticus e il Pleurodema brachyops hanno un comportamento di esibizione di avvertimento. Questi animali si gonfiano di aria e sollevano le loro zampe posteriori per apparire il più grandi possibile, ed esibiscono segni e ocelli dai colori vivaci per intimidire i predatori. Sette specie di rane del genere Pleurodema hanno ghiandole lombari (che rendono gli animali disgustosi, così nel loro caso l'esibizione è probabilmente aposematica); queste ghiandole sono di solito vivacemente marcate in nero come ulteriore avvertimento.
Le esibizioni senza bluff (aposematiche) si verificano nei mammiferi che possiedono potenti difese come spine o ghiandole puzzolenti, e che abitualmente intimano ai potenziali predatori di tenersi lontani piuttosto che tentare la fuga correndo. Il tenrec striato di pianura (Hemicentetes semispinosus) solleva le spine sulla testa e sulla schiena quando si trova di fronte a un predatore, e muove la testa su e giù. Istrici come l'Erethizon rizzano i lunghi aculei affilati e adottano una postura curvata a testa in giù quando un predatore si trova nelle vicinanze. La moffetta maculata orientale (Spilogale putorius) si mette in equilibrio sulle zampe anteriori, il corpo sollevato verticalmente con il vivace disegno del pelame ben visibile e la coda (vicina alle ghiandole odorifere) sollevata e distesa.

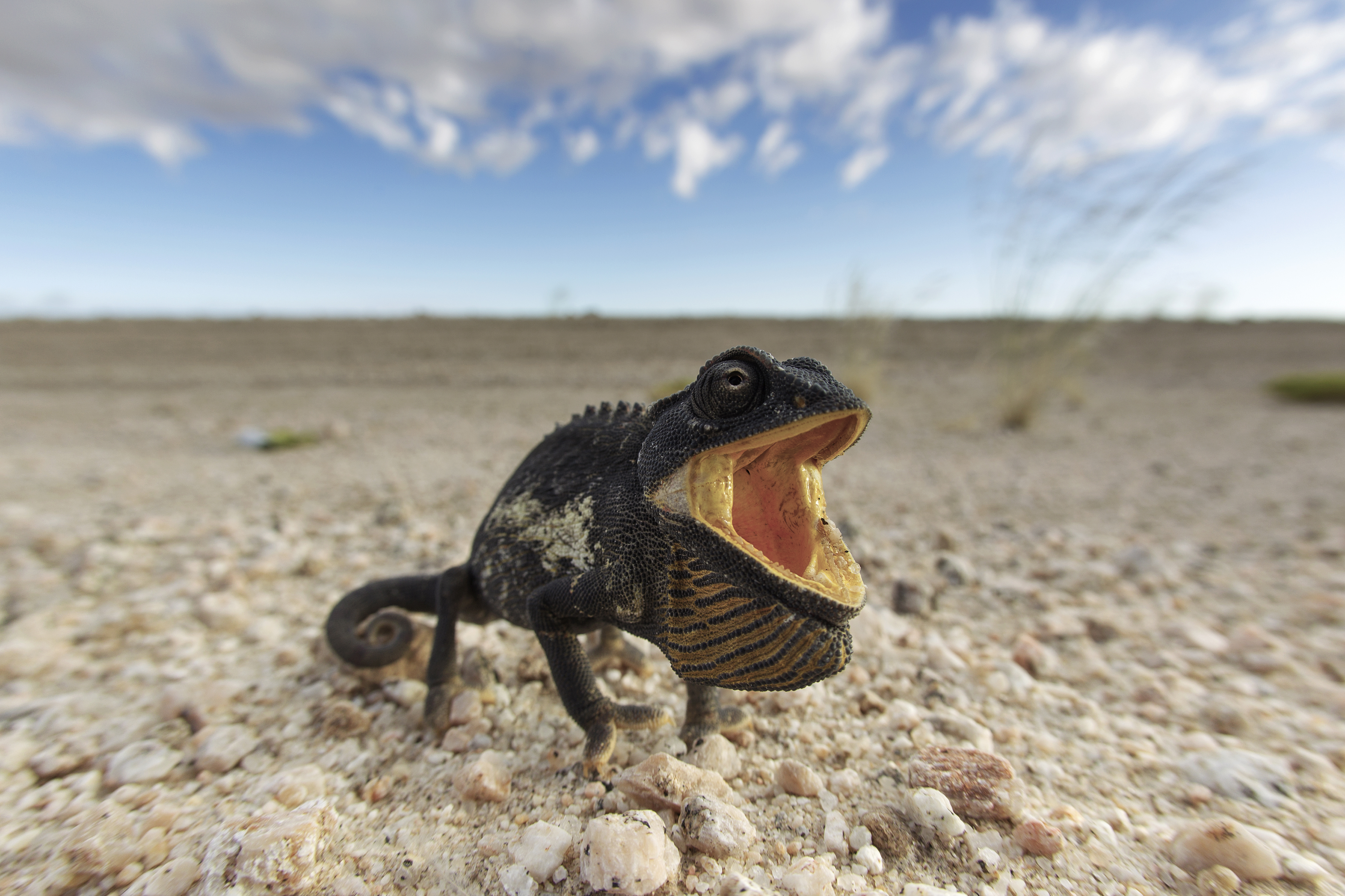
Il camaleonte del Namaqualand che mostra un'esibizione di minaccia con la giogaia.
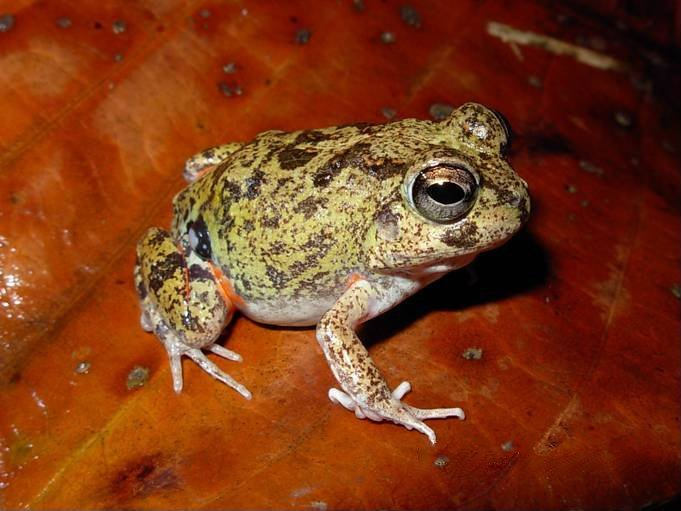
Rana colombiana con quattro occhi, Pleurodema brachyops.
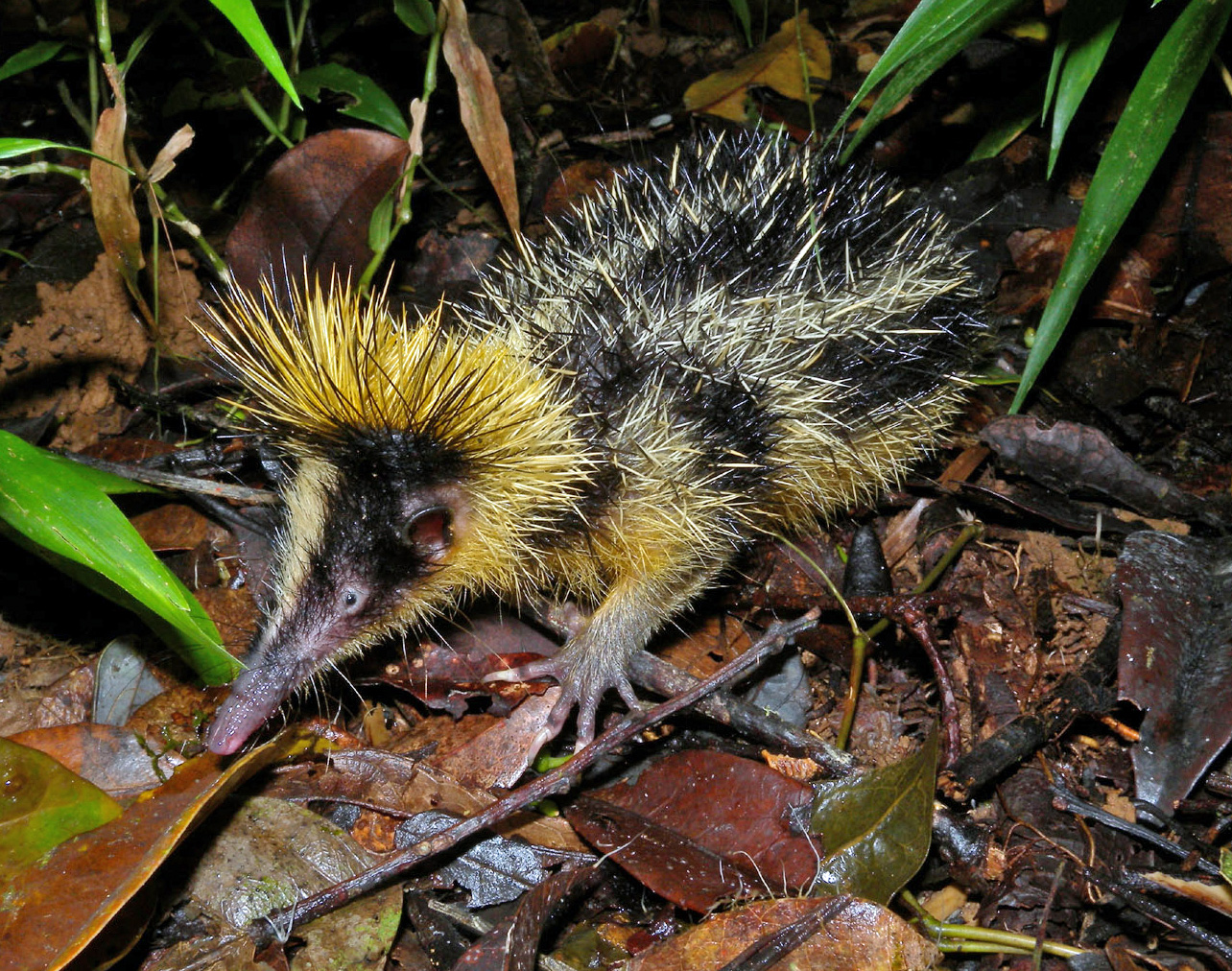
Il tenrec striato di pianura, Hemicentetes semispinosus, rizza gli aculei sulla testa e sul corpo quando è minacciato.
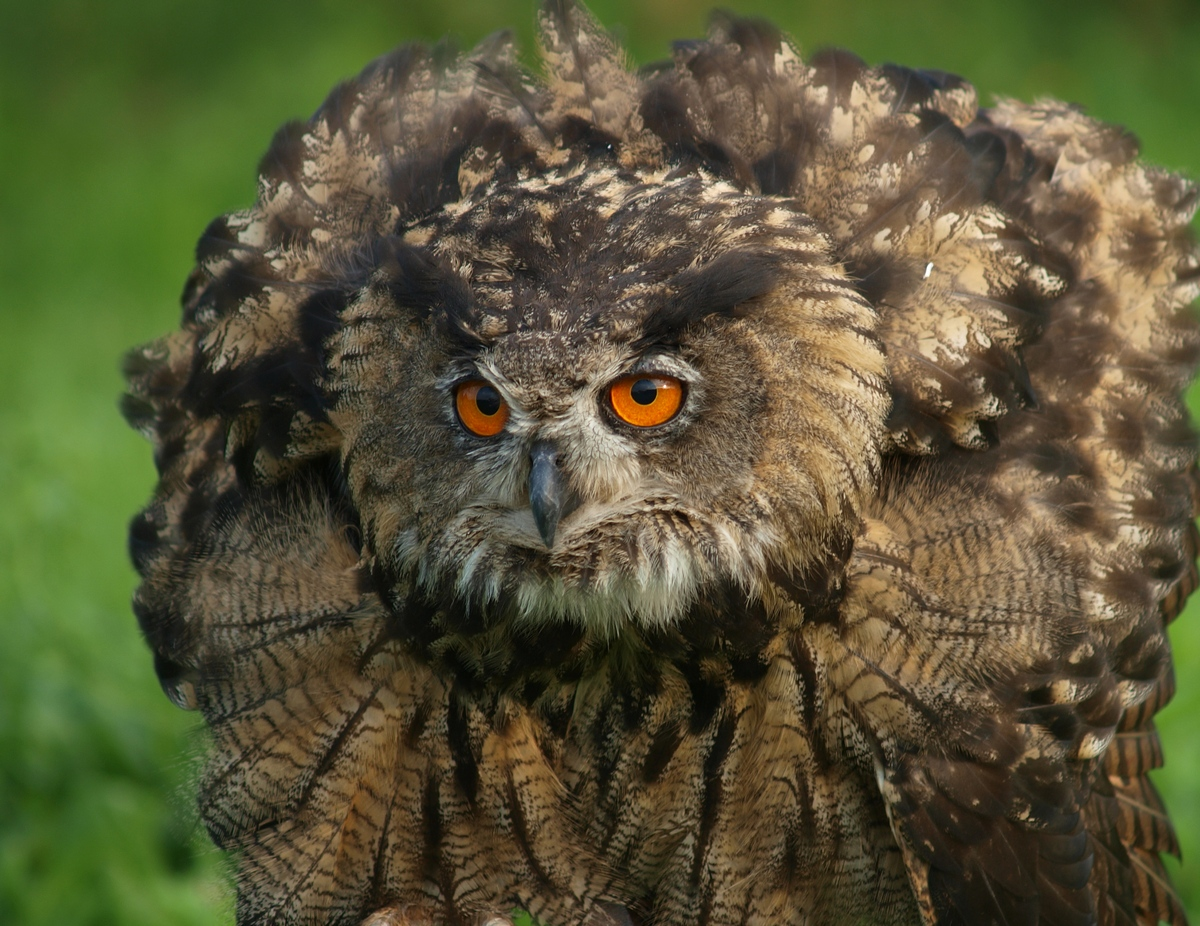
Il gufo reale, Bubo bubo, rizza le penne sul collo per farsi sembrare più grande.
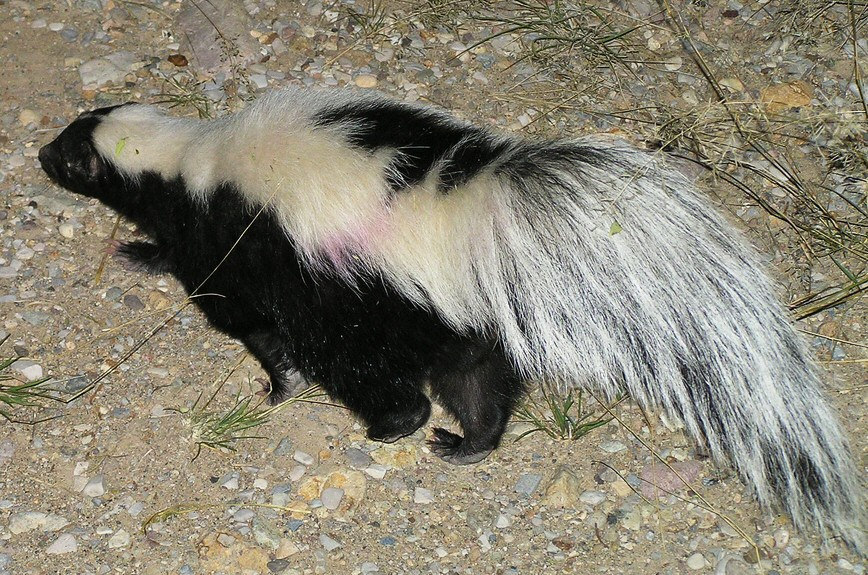
La moffetta striata, Mephitis mephitis, esibisce cospicui segni più chiari su uno sfondo nero, con la folta coda sollevata, pubblicizzando onestamente le sue ghiandole in grado di spruzzare un odore nauseabondo.
Il gatto domestico, Felis catus, sibila, inarca la schiena, solleva il pelo per apparire più grande e scopre i denti nella sua genuina esibizione di avvertimento.

## Deimatico o aposematico?
In uno studio sul tintinnio fatto dai serpenti a sonagli di diverse specie, gli zoologi canadesi Brock Fenton e Lawrence Licht hanno scoperto che i suoni sono sempre simili: hanno un esordio rapido (che parte improvvisamente e raggiunge il volume massimo in pochi millisecondi); consistono in una miscela "a banda larga" di frequenze tra 2 kHz e 20 kHz, con poca energia sia negli ultrasuoni (sopra i 20 kHz) che negli intervalli uditivi dei serpenti a sonagli (inferiori a 700 Hz); e le frequenze non cambiano molto col tempo (il tintinnio dopo 2 minuti ha uno spettro simile a quello all'esordio). Non c'era una chiara differenza nei suoni prodotti dalle diverse specie misurate: Crotalus horridus, Crotalus adamanteus, Crotalus atrox, Crotalus cerastes, Crotalus viridis e Sistrurus catenatus. Questo schema implica che il tintinnio "potrebbe servire come un dispositivo generico per attirare l'attenzione", che "è concepito come un'esibizione deimatica o spaventosa". La sua somiglianza con la "banda larga, i suoni aspri" usati come richiami di avvertimento da parte di uccelli e mammiferi potrebbe accrescerne l'efficacia. Poiché i serpenti a sonagli riescono a malapena a sentire il suono, è improbabile che servano da qualsiasi forma di comunicazione ad altri serpenti della stessa specie. Infine, i suoni non sono abbastanza forti da causare dolore e quindi allontanare i predatori.
Fenton e Licht notano che l'effetto del tintinnio di un serpente a sonagli potrebbe essere deimatico (spaventoso) in animali inesperti, sia predatori che grandi animali che potrebbero ferire il serpente calpestandolo, ma aposematico (un segnale di avvertimento) in animali che sono a conoscenza del significato del sonaglio. Essi si riferiscono al lavoro di Fenton e del suo collega David Bates sulle risposte del serotino bruno, Eptesicus fuscus, ai ticchettii difensivi emessi dalle falene nella famiglia Arctiinae, che comprende la falena tigre dei giardini, Arctia caja. Questa famiglia include grandi falene pelose, dal sapore amaro o velenose. Hanno scoperto che mentre i suoni possono spaventare i pipistrelli inesperti, dopo alcuni tentativi i pipistrelli hanno ignorato i suoni se la preda era commestibile; ma gli stessi suoni possono avvertire i pipistrelli esperti di una preda dal gusto amaro (un segnale onesto).

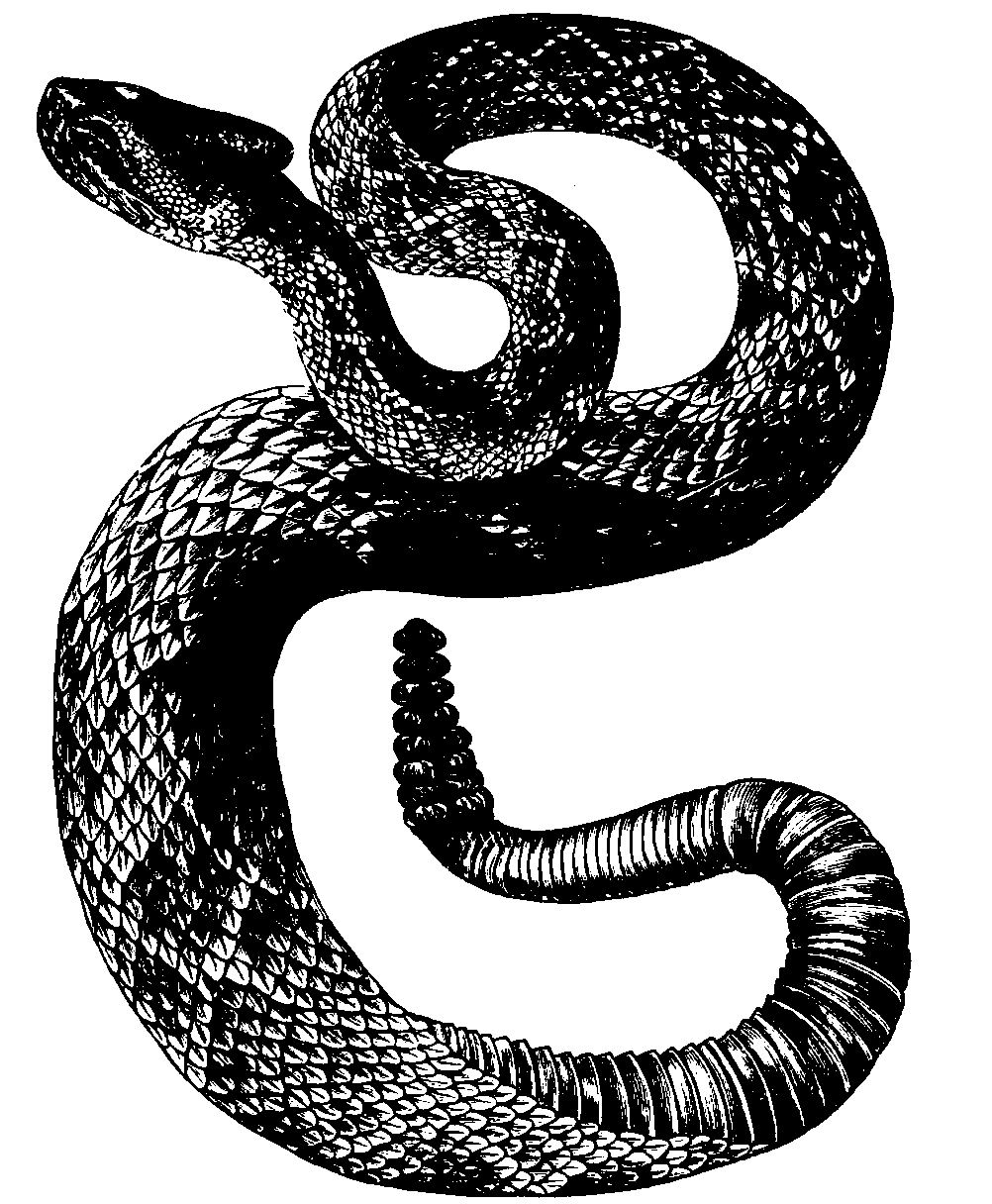
Serpente a sonagli che solleva il sonaglio sulla coda, disegnato da St. George Mivart, On The Genesis of Species, 1871. Il sonaglio può sia spaventare i predatori inesperti che intimare a quelli esperti di tenersi lontani.
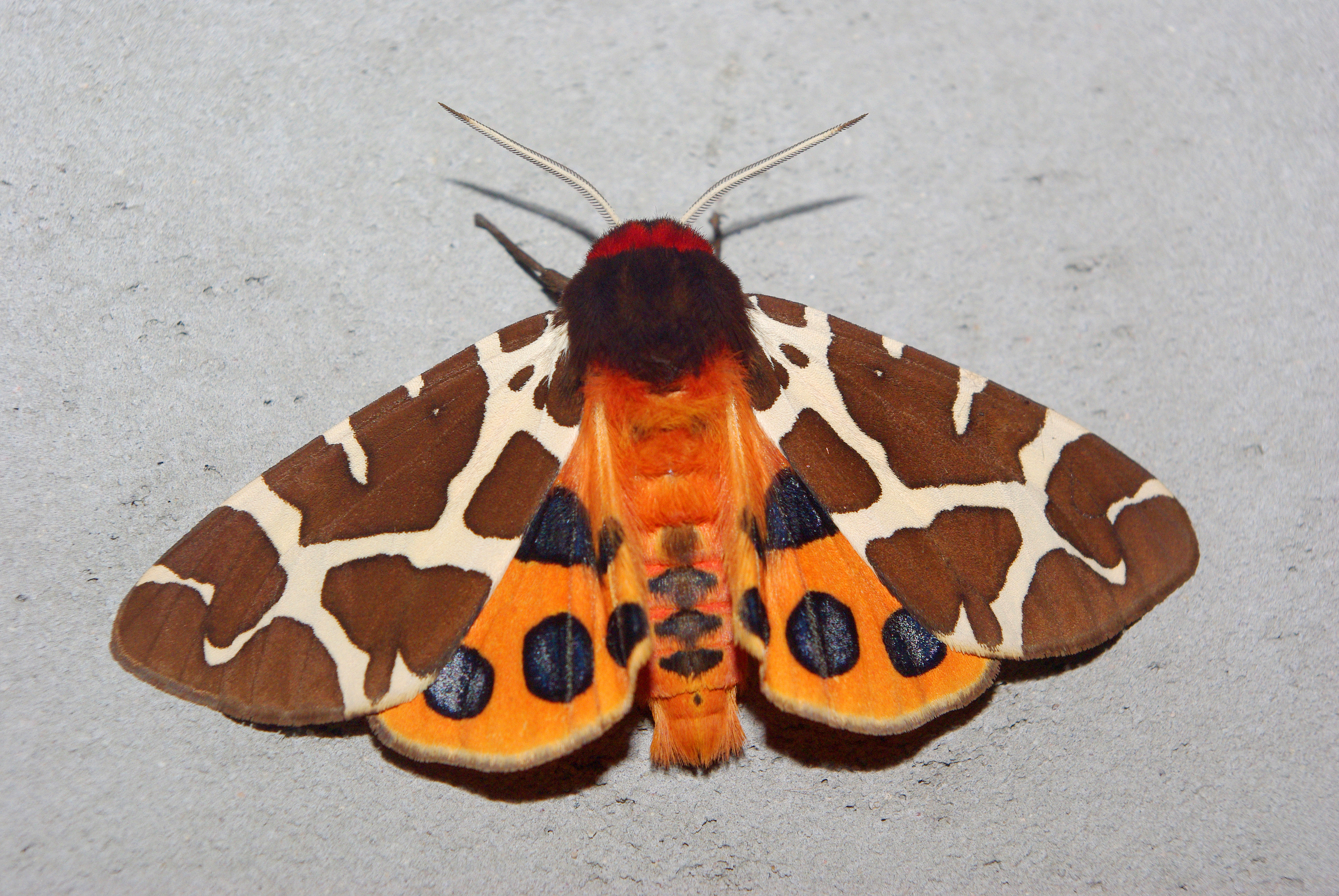
La falena tigre dei giardini, Arctia caja, esibisce un disegno vivace e impressionante di macchie nere su ali posteriori rosso-arancioni. L'insetto ha un sapore amaro, quindi il disegno può essere aposematico come pure deimatico.